# Język tybetański

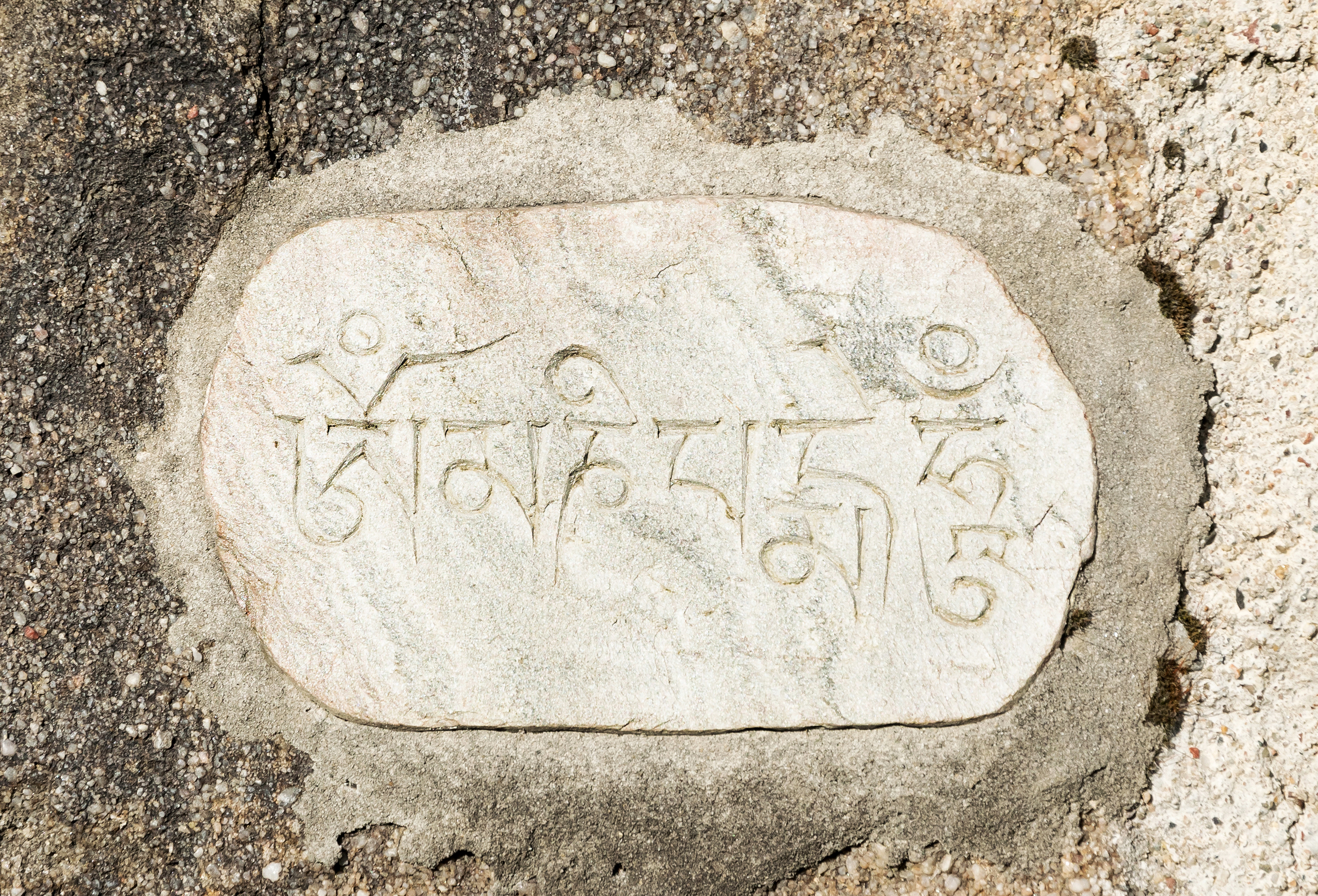
Inskrypcja w języku tybetańskim

Mantra „Om mani padme hum” w alfabecie tybetańskim z użyciem znaków do zapisu dźwięków obcojęzycznych

Język tybetański (tyb. བོད་སྐད།, Wylie: bod-skad, ZWPY: Pögä) – język z gałęzi tybeto-birmańskiej języków chińsko-tybetańskich. Jest językiem ojczystym Tybetańczyków. Używany jest w Tybecie, Syczuanie, Qinghai (regiony w granicach obecnej Chińskiej Republiki Ludowej) oraz w Bhutanie, Indiach, Nepalu, a także w diasporze Tybetańczyków rozproszonych, m.in. w Norwegii, Szwajcarii, Republice Chińskiej i Stanach Zjednoczonych. Posługuje się nim ok. 6,5 mln ludzi.
Wyróżnia się dziewięć grup dialektów, czasem wzajemnie niezrozumiałych. Serwis Ethnologue klasyfikuje język tybetański jako tzw. makrojęzyk, na który składa się ponad 50 spokrewnionych języków. Klasyczny język tybetański oraz współczesny język literacki powstały na bazie centralnych dialektów Lhasy; najstarsze zabytki piśmiennictwa w tym języku pochodzą z VII wieku.
Jest językiem aglutynacyjnym. Szyk zdania: SOV.

## Alfabet
| bez wydechu | z wydechem | gardłowe niskie | nosowe  | niskie | wysokie |
| ----------- | ---------- | --------------- | ------- | ------ | ------- |
| ཀ ka        | ཁ ka       | ག ka            | ང n(g)a | ཞ sia  | ཤ sia   |
| ཅ cia       | ཆ cia      | ཇ cia           | ཉ nia   | ཟ sa   | ས sa    |
| ཏ ta        | ཐ ta       | ད ta            | ན na    | འ a    | ཧ ha    |
| པ pa        | ཕ pa       | བ pa            | མ ma    | ཡ ja   | ཨ a     |
| ཙ ca        | ཚ ca       | ཛ ca            | ཝ wa    | ར ra   |         |
|             |            |                 |         | ལ la   |         |

Wymowę w nawiasach opisano ze względu na brzmienia bez użycia wydechu, z użyciem wydechu, niskich tonów (tzw. z gardła), brzmień tzw. nosowych. Występują cztery znaki samogłoskowe zmieniające końcówki sylab „a” na „i”, „e”, „o” i „u”. Sylaby ka, cia, ta, pa, ca alfabetu ulegają czasami udźwięcznieniu na ga, dzia, da, ba, dza. Zmiany brzmień i tonów zależne są od konfiguracji sylaby rdzennej nadpisanej lub podpisanej oraz od tego, jakie sylaby znajdują się przed i po sylabie rdzennej (tzw. prefiksy i suffiksy). Sylaby „łącznie” wtedy ulegają udźwięcznieniu (np. „pa” na „ba”), zmianie brzmienia (np. „fa” na „ła”), zmianie tonacji (np. na wysokie), zanikowi brzmienia (np. niektóre prefiksy oraz drugie suffiksy, które pisze się w celach gramatycznych) lub wymowie końcówek z „a” na „ä”, z „o” na „ö” i z „u” na „ü” (tzw. umlauty jak w języku niemieckim). Istnieją również inaczej wyglądające sylaby do zapisu dźwięków obcojęzycznych, np. z sanskrytu. W języku tybetańskim nie wymawia się dźwięku „z” a najbliższym jego odpowiednikiem może być dźwięk „dz”.
Przykład transkrypcji polskiej zapisu tybetańskiego słowa tybetańskiego: język tybetański – ཀུན་ཏུ་བཟང་པོ; zapis w Wylie – kun tu bzang po; transkrypcja polska – „küntusan(g)po”; gdzie kombinacja „kün” (ཀུན) tworzy umlaut z „ku” (ཀུ) i san(g) (བཟང) ma nosowe „n(g)a” (ང) z końcówką „g” ledwo wyczuwalną. „Küntusan(g)po” jest tybetańską nazwą terminu Samantabhadra. Warto zaznaczyć, że istnieją rzadkie wyjątki, kiedy niewymawialne prefiksy generują dodatkowy dźwięk przed wymawialnymi znakami. Przykładem jest tybetańskie imię བློ་བཟང (transliteracja Wyliego: blo bzang) – „losan(g)”; które ma te same znaki co w „küntusan(g)po”, ale pomimo tego może być ono wymawiane również jako „lopsan(g)”, gdzie generowany jest dodatkowy dźwięk „p” przed „san(g)” (བཟང).
Przykład transkrypcji polskiej zapisu tybetańskiego słowa polskiego dla imienia Zuzanna (z użyciem znaku do zapisu dźwięków obcojęzycznych): język tybetański – རྫུ་རྫཎ་ན; zapis w Wylie – rdzu rdzaN na; transkrypcja polska – „dzudzanna”; gdzie należy użyć kombinacji (རྫཎ) brzmiącej po polsku „dzan” zakończonej znakiem zapisu dźwięku obcojęzycznego (ཎ; Wylie. Na) z zastosowaniem jakieś znaku tybetańskiego dla najbliższego odpowiednika polskiego dźwięku „za”, tzn. „dza” (རྫ). Warto przy tym zauważyć, że nie można użyć po prostu tybetańskich znaków (རྫུ་རྫན་ན; Wylie. rdzu rdzan na), gdyż zamiast dźwięku w transkrypcji polskiej „dzudzanna” wymawia się je z umlautem jako „dzudzänna”.

## Fonetyka[3]
|                               | Dwuwargowe | Dwuwargowe | Dwuwargowe | Zębowe | Zębowe | Zębowe | Dziąsłowe | Dziąsłowe | Dziąsłowe | Cerebralne | Cerebralne | Cerebralne | Przedniopodniebienne | Przedniopodniebienne | Przedniopodniebienne | Podniebienne | Podniebienne | Podniebienne | Wargowo- miękkopodniebienne | Wargowo- miękkopodniebienne | Wargowo- miękkopodniebienne | Miękkopodniebienne | Miękkopodniebienne | Miękkopodniebienne | Krtaniowe | Krtaniowe | Krtaniowe |
| Spółgłoski zwarto-wybuchowe   | p          | pʰ         | [mb]       | t      | tʰ     | [nd]   |           |           |           | ʈ          | ʈʰ         | [ɳɖ]       |                      |                      |                      | c            | cʰ           | [ɲɟ]         |                             |                             |                             | k                  | kʰ                 | [ŋg]               | ʔ         | ʔ         | ʔ         |
| Spółgłoski zwarto-szczelinowe |            |            |            | t͡s     | t͡sʰ    | [nd͡z]  |           |           |           |            |            |            | t͡ɕ                   | t͡ɕʰ                  | [nd͡ʑ]                |              |              |              |                             |                             |                             |                    |                    |                    |           |           |           |
| Spółgłoski szczelinowe        |            |            |            | s      | s      | s      |           |           |           | ʂ          | ʂ          | ʂ          | ɕ                    | ɕ                    | ɕ                    |              |              |              |                             |                             |                             |                    |                    |                    | h         | ɦ         |           |
| Spółgłoski boczno-półotwarte  |            |            |            |        |        |        | l         | l         | l         |            |            |            |                      |                      |                      |              |              |              |                             |                             |                             |                    |                    |                    |           |           |           |
| Spółgłoski boczno-szczelinowe |            |            |            |        |        |        | ɫ         | ɫ         | ɫ         |            |            |            |                      |                      |                      |              |              |              |                             |                             |                             |                    |                    |                    |           |           |           |
| Spółgłoski drżące             |            |            |            |        |        |        | r         | r         | r         |            |            |            |                      |                      |                      |              |              |              |                             |                             |                             |                    |                    |                    |           |           |           |
| Spółgłoski nosowe             | m          | m          | m          | n      | n      | n      |           |           |           |            |            |            |                      |                      |                      | ɲ            | ɲ            | ɲ            |                             |                             |                             | ŋ                  | ŋ                  | ŋ                  |           |           |           |
| Półsamogłoski                 |            |            |            |        |        |        |           |           |           |            |            |            |                      |                      |                      | j            | j            | j            | w                           | w                           | w                           |                    |                    |                    |           |           |           |

1. 1 2 3 4 5 6 7  Głoska w nawiasie kwadratowym jest wariantem fonemu występującym w pozycji po nagłosowych མ i འ.

## Historia badań nad językiem
Pionierem tybetologii i autorem pierwszych prac na temat języka tybetańskiego był węgierski badacz i podróżnik Aleksander Csoma de Körös. W poszukiwaniu praojczyzny Węgrów wyruszył pieszo w 1819 r. w podróż na wschód, która zawiodła go w Himalaje do kraju Ladakh. Tam spędził w klasztorach siedem lat, studiując język, religię, pisma i obrzędy buddyzmu tybetańskiego. W 1834 r. ukazał się drukiem w Kalkucie jego słownik tybetańsko-angielski, a następnie gramatyka języka tybetańskiego.